# Legal Advice
Legal Advice è un cortometraggio muto del 1916 scritto, diretto e interpretato da Tom Mix. Commedia western prodotta dalla Selig Polyscope Company, il film aveva come altri interpreti Pat Chrisman, Victoria Forde, Sid Jordan, George Pankey, Joe Ryan.

## Trama
Una bella donna avvocato fa strage di cuori tra i cowboy della piccola città del West di Coyote Flats. A Tom viene l'idea di farsi arrestare, così da poterle essere affidato, facendo un po' di chiasso in città dopo aver rubato il cavallo allo sceriffo. Ma il suo tentato flirt finisce nel nulla quando, al processo, arriva il marito dell'avvocato. Lei si getta nelle braccia del nuovo arrivato e tutti i cowboy, delusi, abbandonano il tribunale e il processo viene interrotto.

## Produzione
Il film, prodotto dalla Selig Polyscope Company, fu girato a Newhall, in California.

## Distribuzione
Distribuito dalla General Film Company, il film - un cortometraggio in una bobina - uscì nelle sale cinematografiche statunitensi il 15 luglio 1916. In Brasile, prese il titolo Aviso Legal.